# Erianthus manueli
Erianthus manueli is een rechtvleugelig insect uit de familie Chorotypidae. De wetenschappelijke naam van deze soort is voor het eerst geldig gepubliceerd in 1988 door Ingrisch & Willemse.